# Forcallat tinta
Forcallat tinta, también conocida como Forcallà, es una cepa de uva tinta (Vitis vinifera) de España. Según la Orden APA/1819/2007, de 13 de junio (BOE del día 21), la variedad forcallat tinta está autorizada en la comunidad autónoma de Castilla-La Mancha así como en la Región de Murcia. Muy diseminada por la zona antaño, estuvo a punto de desaparecer por la filoxera a finales del siglo XIX y principios del XX.
Es una variedad de ciclo largo y maduración muy tardía. Puede ser cultivada en terrenos poco fértiles y es muy productiva, con buena resistencia al estrés hídrico, con plantas muy ramificadas que producen uvas de las que se obtienen mostos ligeros, de color suave, baja acidez y poco grado alcohólico.